# Gold Music
Gold Music je srpska diskogravska kuća  koja se bavi proizvodnjom muzčkih CD-ova i DVD-ova sa sedištem u Beogradu.

## Istoria
Gold Music osnovan je 17. septembra 2007. godine kao deo kompanije Gold produkcija, u čijem su valsništvu takođe i distribucijska kuća Radioelektro i sinhronizacijski studio Gold digi net.
Već duži niz godina Gold Music sarađuje sa Pink internešnl u proizvodnji jednog od najgledanijih TV formata narodne muzike “GOLD MUSIC Show” , a od 2017. godine zbog ozbiljnog pristupa i kvalitetne produkcije pozvani su da naprave novi format pod nazivom “Subotom popodne” koji se emituje takođe kroz RTV Pink mrežu. Programi se emituju kroz kompletnu mrežu zemaljskih, kablovskih kao i satelistkih kanala ove TV kuće u Srbiji, regionu i svetu.
Pored video produkcije poslednjih nekoliko godina razvili su i veliki broj Jutjub kanala za sopstvenu kuću i izvođače sa kojima sarađuju. Poznati su i na polju digitalne distribucije. Izdanja Gold audio videa se u ovom trenutku mogu naći na preko 250 svetskih digitlanih prodavnica širom sveta što svrstava produkciju rame uz rame sa velikm diskografskim i producentskim kućama. Gold Music ima veliki broj regionalnih izdanja u saradnji sa kolegama od koji je svakako najznačajnija Kroacija rekords.
A njihove CD-ove i DVD-iove mogu se kupiti na sajtu Gold Audio Video ili na sajtu City Records

## Izvođači
- Nada Obrić
- Zana
- Minja Subota
- Halid Muslimović
- Hladno pivo
- Oliver Dragojević
- Prljavo kazalište
- Denis & Denis
- Tonči Huljić
- Vlatko Stefanovski
- Miki Jevremović
- Željko Bebek
- Zvonko Bogdan
- Slađa Alegro
- Divlje jagode
- Neda Ukraden
- Jelena Rozga
- Crvena jabuka
- Plavi orkestar
- Merima Njegomir
- Rade Šerbedžija
- Dino Merlin
- Usnija Redžepova
- Toma Zdravković
- Arsen Dedić
- Jasna Zlokić
- Boris Novković
- Janika Balaž
- Jadranka Stojaković
- Severina
- Vida Pavlović
- Indeksi
- Nina Badrić
- Silvana Armenulić
- Magazin
- Đorđe Balašević
- Olivera Marković
- Novi fosili
- Predrag Cune Gojković
- Parni valjak
- Ivana Šašić
- Danijela Dana Vučković
- Goga Sekulić
- Nataša Barišić
- Aleksandra Prijović
- Miroslav Ilić
- Mira Škorić
- Goga Filipović
- Aca Lukas
- Danijela Vranić
- Marina Komljenović
- DJ Krmak
- Irina Kolin
- Ena Radulović